# Jozef Genzor
Jozef Genzor (ur. 12 września 1939 w Trenczynie, zm. 5 stycznia 2019) – słowacki językoznawca, koreanista, filipinista i tłumacz. Położył zasługi na polu słowackiej orientalistyki, autor licznych publikacji popularnonaukowych z zakresu lingwistyki.
Urodził się w Trenczynie, dorastał i żył w Ilavie. W 1956 roku zdał maturę. W 1961 roku ukończył studia z koreanistyki i historii Dalekiego Wschodu na Wydziale Filozoficznym Uniwersytetu Karola w Pradze; w 1970 roku obronił tamże PhDr. („mały doktorat”). Swoją karierę akademicką związał z Instytutem Orientalistyki Słowackiej Akademii Nauk, gdzie pracował od 1961 roku. Od 1970 roku był członkiem Komisji Terminologicznej przy Urzędzie Geodezji, Kartografii i Katastru Republiki Słowackiej, a od 1997 roku – członkiem Komisji Ortograficznej przy Instytucie Językoznawstwa im. Ľudovíta Štúra.
W swojej działalności badawczej zajmował się interferencją językową, typologią języka tagalskiego oraz socjolingwistyką i pozycją języka koreańskiego w świecie. Tłumaczył literaturę filipińską i koreańską. Autor publikacji naukowych, a także wielu popularnonaukowych. Wydał ok. 25 przekładów książkowych, m.in. Umenie Orientu (Pallas 1972), Čarodejný strom, Filipínske rozprávky (Mladé letá 1975). Objął redakcją szereg książek. Był uczestnikiem konferencji koreanistycznych. Ukończył także szereg pobytów badawczych na Filipinach i w Korei Południowej.
W 1983 roku otrzymał nagrodę Słowackiego Funduszu Literatury za dzieło Jazyky sveta. W 1993 roku został laureatem nagrody za tłumaczenie pt. Monumenty, a w 2015 roku – za przekład dzieła zbiorowego Kniha o vládnutí.

## Wybrana twórczość
- Jazyky sveta (1983, wraz z Viktorem Krupą i Ladislavem Drozdíkiem)
- Jazyky sveta v priestore a čase (1996, wraz z Viktorem Krupą)
- Písma sveta (1989, wraz z Viktorem Krupą)
- Jazyky sveta (2015, ISBN 978-80-8145-114-0)